# 남일대 해수욕장
남일대 해수욕장(南逸臺海水浴場)은 경상남도 사천시 향촌동에 있는 해수욕장이다. 

## 소개
사천시 향촌동에서 남해안과 인접한 해수욕장이다. 신라의 문신이자 학자인 고운 최치원이 해변의 아름답고 운치있는 모습에 감탄하여 남일대(南逸臺)라는 이름을 하사하였던데서 유래되었다. 남일대라는 뜻은 '남쪽의 편안한 전망대'라는 뜻으로 남해안의 푸른빛을 띄는 바다와 기암절벽 등이 있으며 코끼리의 거대한 몸집에 코를 닮은 바위가 마치 코끼리가 코로 물을 마시는 듯한 형상을 하고있는 바위인 남일대 코끼리바위가 있으며 남서쪽으로 학섬이 있다. 

## 남일대 코끼리바위
남일대 해수욕장 해변에서 북쪽으로 보이는 기암으로 그 모습이 마치 코끼리의 거대한 몸집에 엉덩이 형상을 띠고있고 코끼리의 코를 닮은 바위가 마치 코끼리가 물을 코로 흡입하여 마시는 모습과 닮아보인다고 하여서 불리고 있다. 